# أميليا بلومر
أميليا بلومر (بالإنجليزية: Amelia Bloomer)‏ هي سفرجات وصحفية أمريكية، ولدت في 27 مايو 1818 في هومر في الولايات المتحدة، وتوفيت في 30 ديسمبر 1894 في كونسيل بلوفس في الولايات المتحدة.

## حياتها المبكرة
ولدت أميليا جينكس عام 1818 في هومر، نيويورك، لوالديها أنانياس جينكس ولوسي (ويب) جينكس. كانت الابنة الصغرى لعائلتها الكبيرة، إذ كان لديها ما لا يقل عن 4 شقيقات وشقيقان. جاءت من عائلة ذات إمكانيات متواضعة ولم تتلق سوى سنوات قليلة من التعليم الرسمي في مدرسة المنطقة المحلية.

## مسيرتها المهنية
بعد فترة وجيزة من عملها كمعلمة بالمدرسة في سن 17، قررت الرحيل والانتقال للعيش مع أختها المتزوجة حديثًا إلفيرا، ثم عاشت في واترلو. في غضون عام انتقلت إلى منزل عائلة أورين تشامبرلين في سينيكا فولز لتعمل كمربية مقيمة لأطفال العائلة الثلاثة الصغار.
في 15 أبريل عام 1840، عندما كانت في الثانية والعشرين من عمرها، تزوجت من طالب القانون ديكستر بلومر الذي شجعها على الكتابة في جريدته في نيويورك، سينيكا فولز كاونتي كوريير. دعم بلومر نشاطها، حتى أنه تخلى عن الشرب كجزء من حركة الاعتدال.
أمضت سنواتها الأولى في مقاطعة كورتلاند بنيويورك. انتقلت بعد ذلك بلومر وعائلتها إلى ولاية آيوا عام 1852.

## النشاط الاجتماعي

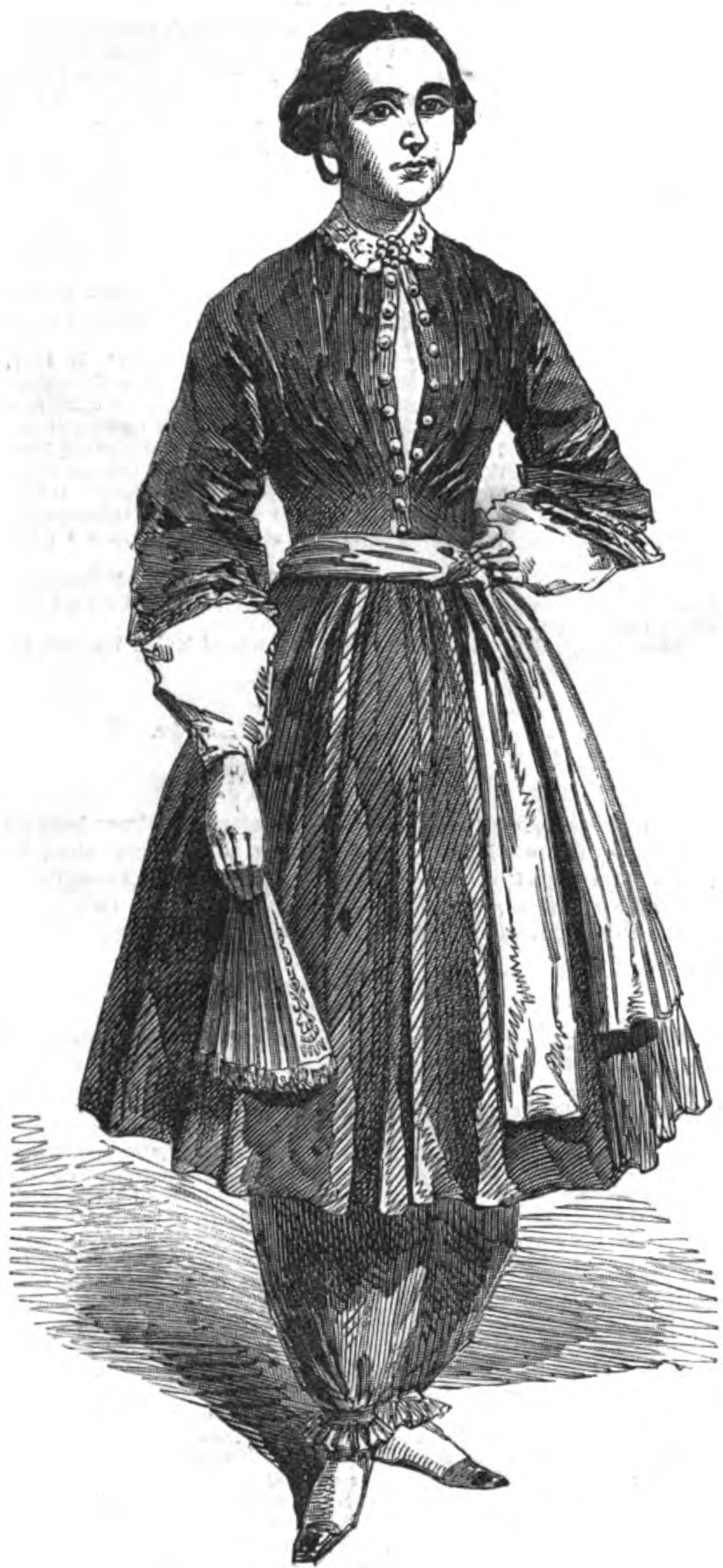
أميليا بلومر من مجلة Illustrated London News.
1851-08-27

في عام 1848، حضرت بلومر مؤتمر سينيكا فولز، وهو أول اتفاقية لحقوق المرأة، على الرغم من أنها لم توقع وثيقة إعلان المشاعر والقرارات اللاحقة، بسبب ارتباطها العميق بالكنيسة الأسقفية. كان هذا الاجتماع بمثابة مصدر إلهام لها لبدء جريدتها.
في العام التالي، بدأت في تحرير أول صحيفة كاتباتها وقراءها فقط النساء، وكان اسم الصحيفة ذا ليلي. كانت الصحيفة نصف شهرية من عام 1849 حتى عام 1853، وبدأت كمجلة للاعتدال، ولكن جاء بها مزيج واسع من المحتويات تتراوح من الوصفات إلى المنشورات الأخلاقية، لا سيما تحت تأثير المنادية بحق الاقتراع إليزابيث كادي ستانتون وسوزان برونيل أنتوني. شعرت بلومر أنه نظرًا لاعتبار المحاضرات من النساء غير لائقات، رأت أن الكتابة هي أفضل طريقة للمرأة للعمل من أجل الإصلاح. في الأصل، كان من المقرر أن تكون صحيفة ذا ليلي من أجل «التوزيع المنزلي» بين أعضاء جمعية اعتدال سيدات سينيكا فولز، التي تشكلت في عام 1848، وفي النهاية انتشرت بين ما يزيد عن 4000 سيدة. واجهت الصحيفة عدة عقبات في وقت مبكر، وتلاشى حماس أعضاءها. شعرت بلومر بالالتزام بالنشر وتولت المسؤولية الكاملة عن تحرير الصحيفة ونشرها. في الأصل، كانت صفحة العنوان تحمل عبارة «نشرتها لجنة من السيدات». ولكن بعد عام 1850 – ظهر اسم بلومر فقط على الترويسة. كانت هذه الصحيفة نموذجًا للمجلات الدورية اللاحقة التي ركزت على حق المرأة في التصويت.

وصفت بلومر تجربتها بكونها أول امرأة تملك، وتدير، وتحرر وسيلة إخبارية للنساء:
كانت أداة مطلوبة لنشر حقيقة الإنجيل الجديد للمرأة في الخارج، ولم أتمكن من منع نفسي عن الاستمرار في العمل الذي بدأته. لم أر النهاية منذ البداية وكنت أحلم إلى أين ستقود مقترحاتي المجتمع وأين ستضعني.

## وصلات خارجية
- أميليا بلومر على موقع الموسوعة البريطانية (الإنجليزية)
- أميليا بلومر على موقع الموسوعة البريطانية (الإنجليزية)
- أميليا بلومر على موقع إن إن دي بي (الإنجليزية)